# 北野ミヤ
北野 ミヤ（きたの ミヤ、1912年1月12日 - 2004年4月23日）は、メジロ商事株式会社、有限会社メジロ牧場の元会長。長野県上田市生まれ。

## 人物・略歴
「メジロティターンの子で天皇賞を勝て」という夫・北野豊吉の遺言を受け、メジロ牧場を引き継ぐ。1991年には遺言どおりメジロティターンの仔・メジロマックイーンで天皇賞（春）を勝った。そのほか1986年の牝馬三冠馬・メジロラモーヌ、メジロライアン、メジロパーマー、メジロドーベル、メジロブライトなどGIホースを次々と生産。メジロ牧場の最盛期を築き、ファンや関係者からは「メジロのおばあちゃん」と呼ばれ親しまれたが、一方でメジロマックイーンが勝った1990年の菊花賞について「もう一頭のメジロに勝って欲しかった（同じく1990年の菊花賞で1番人気だったが3着に敗れたメジロライアンを指す）」と発言するなど、歯に衣着せぬ言動をすることもあった。
1991年秋、メジロマックイーンが第104回天皇賞で進路妨害をして優勝が消えた時、競馬ファンに悲壮な表情を見せていた反面、レースの裁決委員の横柄な態度に対して激怒していた。晩年は、1961年に「髪の毛1本の差で負けた」メジロオーの2着以来の因縁が残る東京優駿（日本ダービー）制覇を目指したが叶わなかった。
2004年、肺炎のため92歳で死去。